# گنجینه ضرونی
گنجینه ضرونی، روستایی از توابع بخش مرکزی شهرستان کوهدشت در استان لرستان ایران است.

## جمعیت
این روستا در دهستان کوه دشت جنوبی قرار دارد و براساس سرشماری مرکز آمار ایران در سال ۱۳۸۵، جمعیت آن ۲۲۰ نفر (۴۴خانوار) بوده‌است.جمعت حال حاضرروستا با توجه به موقعیت مناسب برای دامپروری و بازگشت اهالی که سابقاً مهاجرت کرده اند اکنون حدود۶۴خانوار با جمعیتی بالغ بر ۳۸۱نفرهستش